# Bầu cử Catalunya 2017
Cuộc bầu cử vùng Catalan năm 2017 đã được tổ chức vào Thứ Năm, ngày 21 tháng 12 năm 2017, để bầu Nghị viện Cộng đồng Tự trị Catalonia. Tất cả 135 ghế trong Nghị viện đã được bầu cử. Cuộc bầu cử được gọi là Thủ tướng Tây Ban Nha Mariano Rajoy sau khi được triệu tập Điều 155 của Hiến pháp Tây Ban Nha năm 1978 và tuyên bố toàn bộ chính quyền Catalan đã bị bãi nhiệm. Ba đảng độc lập ủng hộ Catala đã giành được đa số ghế nghị viện, chiếm 70% trong số 135 ghế. Họ đánh bại ba đảng chống độc lập chính, nhận 47,5% đến 43,5%, nhưng không giành được đa số phiếu phổ thông.
Sau cuộc bầu cử năm 2015, các đảng ủng hộ độc lập Catala đã chiếm đa số trong Nghị viện, nhưng Chủ tịch đương nhiệm Artur Mas và liên minh Junts pel Sí (JxSí) của ông—chủ yếu là Hợp nhất Dân chủ Catalonia (CDC) và Đảng Cánh tả Cộng hòa Catalonia (ERC) - yêu cầu hỗ trợ từ Ứng viên Thống nhất Nhân dân (CUP) để đạt được chức vụ. Quyết định của CUP bỏ phiếu chống lại sự đầu tư của ông đã buộc Mas phải rút lại quyết định của mình để ngăn chặn một cuộc bầu cử mới, với thị trưởng Girona Carles Puigdemont được bầu làm Chủ tịch của liên minh CDC-ERC thay thế Shortly thereafter, CDC was re-founded as the Catalan European Democratic Party (PDeCAT).. Ngay sau đó, CDC được tái lập thành Đảng Dân chủ Châu Âu Catala (PDeCAT).
Vào ngày 27 tháng 10 năm 2017, sau cuộc trưng cầu dân ý gây tranh cãi ngày 1 tháng 10, đa số độc lập trong Quốc hội Catalan đã bỏ phiếu ủng hộ một tuyên bố độc lập, chỉ vài giờ trước khi Thượng viện Tây Ban Nha bỏ phiếu khơi gợi Điều 155 của Hiến pháp Tây Ban Nha. Điều này cho phép Thủ tướng Mariano Rajoy cách chức chính phủ Catala và giải thể Nghị viện Catala, kêu gọi một cuộc bầu cử khu vực vào ngày 21 tháng 12. Với 36 ghế, đảng chống độc lập chủ chốt, Citizens (Cs), nổi lên như là đảng lớn nhất trong Quốc hội, [7] trong khi bầu cử cho Đảng Dân Rajoy (PP) sụp đổ. Tuy nhiên, do kết hợp hoạt động của Junts Puigdemont trên mỗi Catalunya (JuntsxCat) và ERC, các đảng ủng hộ độc lập vẫn duy trì đa số trong cuộc bầu cử, có nghĩa là về mặt tính toán có thể cho một chính phủ liên minh ủng hộ độc lập để trở lại quyền lực, mặc dù phần lớn đa số của họ đã bị giảm mất hai ghế.